# 库斯托纳奇
库斯托纳奇（義大利語：Custonaci），是意大利特拉帕尼省的一个市镇。总面积69.57平方公里，人口5412人，人口密度77.8人/平方公里（2009年）。ISTAT代码为081007。